# Groupe de NGC 7680
Selon A.M. Garcia, le groupe de NGC 7680 comprend au moins dix galaxies situées dans la constellations du Pégase, de Indien et de la Grue.

## Membres
Le tableau ci-dessous liste les cinq galaxies du groupe indiquées dans l'article de A.M. Garcia paru en 1993, ainsi que deux galaxies s'ajoutent à celles de Garcia, soit LEDA 3088959 et 2MASX J23282316+3221445 qui s'ajoutent à la liste de Garcia, comme mentionné dans l'article NGC 6780.
La distance moyenne des galaxies proposées par Garcia est de 70,1 ± 4,9 Mpc (∼229 millions d'al), alors que celle des sept galaxies est égale à 70,3 ± 5,0 Mpc (∼229 millions d'al). Dans les deux cas, l'incertitude est égale à la moyenne des incertitudes des distances.
| Nom                     | Class. | Type         | α (J2000.0)      | δ (J2000.0)     | Vitesse radiale (km/s) | m      | Distance (Mpc) | Diamètre (kal) |
| ----------------------- | ------ | ------------ | ---------------- | --------------- | ---------------------- | ------ | -------------- | -------------- |
| NGC 7680                | S0-?   | Lenticulaire | 23h 28m 35.0995s | 32° 24′ 56.901″ | 5022 ± 15              | 12,6   | 69,1 ± 4,9     | 175            |
| MCG 5-55-21             | S?     | Spirale ?    | 23h 28m 01.0546s | 32° 09′ 45.837″ | 5183 ± 2               | -22,15 | 71,5 ± 5,0     | 101            |
| UGC 12666               | Scd?   | Spirale      | 23h 33m 41.0482s | 32° 23′ 02.985″ | 4992 ± 2               | -22,37 | 68,7 ± 4,8     | 87             |
| UGC 12645               | S?     | Spirale ?    | 23h 31m 28.8217s | 32° 28′ 54.014″ | 5160 ± 8               | -21,03 | 71,2 ± 5,0     | 65             |
| UGC 12650               | Sbc    | Spirale      | 23h 32m 02.5436s | 32° 25′ 20.875″ | 5076 ± 3               | -21,37 | 71,2 ± 5,0     | 96             |
| LEDA 3088959            | ?      | ?            | 23h 28m 31.5774s | 32° 25′ 19.828″ | 5278 ± 28              | -22,87 | 72,9 ± 5,1     | 50             |
| 2MASX J23282316+3221445 | ?      | ?            | 23h 28m 23.1769s | 32° 21′ 44.699″ | 4999 ± 29              | -23,18 | 68,8 ± 4,9     | 99             |

Le site DeepskyLog permet de trouver aisément les constellations des galaxies mentionnées dans ce tableau ou si elles ne s'y trouvent pas, l'outil du site constellation permet de le faire à l'aide des coordonnées de la galaxie. Sauf indication contraire, les données proviennent du site NASA/IPAC.